# فاطمة الزهراء عمور
فاطمة الزهراء عمور (مواليد 23 أغسطس 1967) هي مهندسة ومستشارة وسياسية مغربية. تشغل حاليًا منصب وزيرة السياحة والصناعة التقليدية والاقتصاد الاجتماعي والتضامني منذ 7 أكتوبر 2021.

## المسيرة
ولدت فاطمة زهرة عمور في الرباط عام 1967 من عائلة من المثقفين. والدها يشتغل في بنك و والدتها روائية. بعد أن أكملت دراستها الثانوية في Lycée Lyautey في الدار البيضاء، سافرت إلى فرنسا لحضور الفصول الإعدادية، ثم التحقت بالمدرسة الوطنية العليا للتقنيات المتقدمة في باريس حيث حصلت على شهادتها في الهندسة عام 1991. بالعودة إلى المغرب عام 1992 بدأت حياتها المهنية في مجال التسويق في شركة Procter & Gamble قبل أن تنضم إلى مجموعة Akwa المغربية في عام 2001 كمديرة تسويق وعضو في اللجنة التنفيذية حيث نجحت في بناء حوالي عشرين علامة تجارية قوية. خلال هذه الفترة أدارت إلى جانب عزيز أخنوش مهرجان تيميتار في أكادير، وهو مهرجان موسيقي عالمي ، بهدف إعادة مدينة أكادير كوجهة ثقافية.
في عام 2012 بدأت في تقديم المشورة للمديرين التنفيذيين في مجال التسويق وتطوير الأعمال، مما سمح لها بقيادة العديد من الأحداث الدولية نيابة عن المؤسسات العامة (Assises de l'Agiculture ، Salon du Cheval ، Berlin Green Week... إلخ). في عام 2014 تم تعيينها من قبل الملك محمد السادس المفوض العام لمعرض ميلانو العالمي (إكسبو ميلانو 2015). تحت قيادتها كان الجناح المغربي خامس أكثر المعارض زيارة من خلال توافد 3 ملايين زائر في 6 أشهر. في عام 2021 ، انضمت إلى مجلس إدارة شركة مشروبات المغرب وهي شركة تابعة لمجموعة Castel Group.

## الحياة السياسية
بصفتها عضوًا في حزب التجمع الوطني للأحرار، انضمت إلى الحكومة بقيادة عزيز أخنوش كوزيرة للسياحة والصناعة التقليدية والاقتصاد الاجتماعي والتضامني لمواجهة أزمة ما بعد كوفيد 19 وإعادة إنعاش السياحة المغربية اللتي تعد فاعل رئيسي في الاقتصاد المغربي.

## الحياة الشخصية
فاطمة الزهراء متزوجة وأم لطفلين. زوجها هو أحد كبار المسؤولين التنفيذيين في شركة دولية. و فور تعيينها كوزيرة في الحكومة، عادت إلى المغرب بعد أن عاشت في لوكسمبورغ مع زوجها منذ عام 2017.